# Renato de Grandis
Renato de Grandis (Venecia, 24 de octubre de 1927-2 de diciembre de 2008) fue un compositor italiano, alumno de Gian Francesco Malipiero. Formó parte de la generación de compositores italianos integrada por Luigi Nono, Luciano Berio y Bruno Maderna, entre otros.
Inició su formación en Venecia, donde estudió pianoforte, dirección de orquesta y composición. A los 18 años logró el primer premio del concurso de composición organizado por la Radio Italiana, en 1953 obtuvo el Premio Nacional de Música de Italia. Algunas de sus obras más conocidas son movimiento perpetuo, 12 sonatas para pianoforte y preludios para pianoforte. También la ópera Das wahrhaftige Ende des Don Giovanni con un libreto basado en el mito de Don Juan.